# Jean-François Jonvelle
 (août 2011).
Si vous disposez d'ouvrages ou d'articles de référence ou si vous connaissez des sites web de qualité traitant du thème abordé ici, merci de compléter l'article en donnant les références utiles à sa vérifiabilité et en les liant à la section « Notes et références ».
Jean-François Jonvelle (3 octobre 1943 à Cavaillon - 16 janvier 2002 à Paris 15e) est un photographe français. 

## Biographie
Né en 1943, il est l'assistant de Richard Avedon dans les années 1960. Il fait ses débuts dans le magazine 20 ans puis dans l'émission Dim, Dam, Dom.
Il réalise au cours de sa carrière de nombreux portraits de femmes, souvent ses amies : des jeunes filles naturelles, le plus souvent nues, nonchalantes.
Il est mort à 58 ans d'un cancer foudroyant, 15 jours après qu'une tumeur fut détectée.

## Technique
- Matériel : Il utilise un appareil reflex avec des objectifs ultra-lumineux (50 mm f/1, 85 mm f/1,2). Cette grande ouverture lui permet de travailler en lumière naturelle, et sans trépied jusqu'à un temps de pose d'1/15 de seconde.
- Lumière : Le photographe n'utilise jamais de flash. Il travaille uniquement avec la lumière naturelle.
- le décor : Les éléments extérieurs au  modèle sont généralement discrets, et très communs. Ils jouent cependant un rôle dans la composition du cadre.

## Campagnes

### Avenir 1981

Paysage urbain avec la première affiche de la campagne Avenir de 1981.

En 1981, trois photographies servent de support à une campagne réalisée pour l'afficheur Avenir. C'est un grand scandale et succès grâce au procédé du teasing utilisé pour la première fois en France. Le nom du photographe demeure attaché aux deux slogans qui accompagnaient ses photographies : « Demain j'enlève le haut », « Demain j'enlève le bas ».

## Publications
- Celles que j’aime, 1983, Editions Filipacchi
- Jonvelle Bis, 1989, Éditions de La Martinière, (et une édition japonaise)
- Jonvelle à Venise, 1986, Éditions du Chêne
- Jonvelle à Saint Barthélemy, 1986, Éditions du Chêne
- Jonvelle à Marrakech, 1986, Éditions du Chêne
- A la Parisienne, 1992, pour Nice Claup (Japon)
- Avril Mai Juin, 1994, Éditions de La Martinière, (new cloth), Folio
- Fou d'Elles, 1996, Éditions de La Martinière, collection Petit Format
- Seiko Matsuda in Paris, Suntex publications, 1997 (édité exclusivement au Japon) - 30 × 22 cm, approx. 80 p, photos couleur et n/b, couverture cartonnée
- Jonvelle(s), 1998, Ipso Facto Publisher NYC, bilingue anglais-français
- Balcons, 1999, Ipso Facto Publisher NYC, bilingue anglais-français, en collaboration avec Nathalie Garçon, 112p., 40 photos N&B

Éditions posthumes :
- Photographies, 138 p., 208 photos N&B